# Молчанов, Иван Васильевич
Иван Васильевич Молчанов (10 сентября 1890 — 6 августа 1966) — советский гидролог, лимнолог, профессор.

## Биография
Родился 10 сентября 1890 года[по какому календарю?] в семье врача. Его отец умер в 1900 году. Начал работать в шестнадцать лет, давал частные уроки. В 1908 году окончил гимназию. В 1913 году окончил Санкт-Петербургский университет; учился у П. И. Броунова. В 1918 году начал преподавать во 2-м Педагогическом и Географическом институтах. Стал профессором географического факультета, когда Географический институт объединили с ЛГУ. С 1919 по 1966 году был сотрудником Гидрологического института, с 1937 год — в должности профессора. В 1937 году защитил докторскую диссертацию. В 1954 году стал председателем Геохронологической комиссии.
Исследовал озёра, составлял их кадастровый реестр.
Умер 6 августа 1966 года.

## Основные работы
- О строении и структуре озерного льда в связи с метеорологическими условиями // Известия Росс. гидрол. института. — 1925. — № 14. — С. 17—29.;
- Термические типы озер и факторы их определяющие // Труды II Всесоюзного гидрологического съезда. — Л., 1929. Ч.2.;
- Озера и сапропелитовые месторождения Валдайской возвышенности. — Л., 1933.;
- Ладожское озеро. — Л., 1945.;
- Онежское озеро. — Л., 1946.

## Награды
- Медаль «За оборону Ленинграда»;
- Медаль «За победу над Германией в Великой Отечественной войне 1941—1945 гг.»;
- Орден Ленина (1952).